# Belohnungsaufschub
Belohnungsaufschub (auch Gratifikationsaufschub) ist ein Begriff aus der Psychologie. Er bedeutet, dass eine Belohnung für ein Verhalten nicht sofort, sondern verzögert erfolgt. Dabei wird auf eine sofortige und anstrengungslose, kleinere Belohnung verzichtet, um stattdessen eine größere Belohnung in der Zukunft zu erhalten. Diese kann allerdings entweder erst durch Warten oder durch vorherige Anstrengung erlangt werden.

## Marshmallow-Test

### Marshmallow-Test mit Kindern
Ein bekanntes Experiment zu Impulskontrolle und Belohnungsaufschub wurde ab 1968 durch Walter Mischel durchgeführt. Die ersten Versionen führte er 1956 auf Trinidad in einer Dorfschule durch. Er bot den Kindern einen Schokoriegel an, versprach aber denjenigen, die darauf verzichten würden, in der nächsten Woche einen größeren mitzubringen. Seine Befunde korrelierten mit dem Alter der Kinder (je jünger desto impulsiver) und der ethnischen Herkunft; Kinder aus afro-karibischen Familien hatten im Vergleich zu solchen aus indo-karibischen eine geringere Kapazität zum Belohnungsaufschub. Die Ergebnisse interpretierte er als Folge von Familienstrukturen und Erziehungsmethoden. In Studien auf Trinidad und Tobago bestätigte er die Zusammenhänge zwischen Belohnungsaufgschub und ethnischer Herkunft. Seine Ergebnisse gingen in die Bildungsinitiative „Head Start“ ein, die sich an bildungsferne Haushalte und Familien mit Migrationshintergrund wendete.
In den Jahren 1968 bis 1974 führte er mit etwa vier Jahre alten Kindern aus der Vorschule des Stanford Campus Experimente zum Belohnungsaufschub durch. In Einzelsitzungen wurde den Kindern ein begehrtes Objekt vor Augen geführt, beispielsweise ein Marshmallow (in Varianten des Experiments wurden u. a. Kekse, Salzgebäck oder Pokerchips aus Plastik verwendet). Der Versuchsleiter teilte dem jeweiligen Kind mit, dass er für einige Zeit den Raum verlassen würde, und verdeutlichte ihm, dass es ihn durch Betätigen einer Glocke zurückrufen konnte und dann einen Marshmallow erhalten würde. Würde es aber warten, bis der Versuchsleiter von selbst zurückkehrte, erhielte es zwei Marshmallows. Hatte das Kind die Glocke nicht betätigt, kehrte der Versuchsleiter gewöhnlich nach 15 Minuten zurück. Die durchschnittlichen Wartezeiten der Kinder betrugen in verschiedenen Abwandlungen des Experiments ca. 6 bis 10 Minuten, streuten allerdings sehr stark um diese Mittelwerte.
Das Experiment ist als Marshmallow-Test bekannt geworden, vor allem durch Daniel Golemans Buch EQ. Emotionale Intelligenz.
In Nachbeobachtungen, die Mischel in den Jahren 1980–1981 durchführte, zeigte sich der im ursprünglichen Experiment gezeigte Belohnungsaufschub als ein verlässlicher Prädiktor für späteren schulischen Erfolg und eine Reihe von Persönlichkeitseigenschaften. Je länger die Kinder im ursprünglichen Experiment gewartet hatten, desto kompetenter wurden sie als Heranwachsende in schulischen und sozialen Bereichen beschrieben, und desto besser konnten sie mit Frustration und Stress umgehen sowie Versuchungen widerstehen; darüber hinaus zeigten sie auch eine tendenziell höhere schulische Leistungsfähigkeit. Sie schnitten in Prüfungen besser ab, gestalteten ihre Beziehungen harmonischer und hatten seltener Übergewicht.
Nachdem diese Experimente und Nachuntersuchungen bereits über Jahrzehnte eine weltweite Resonanz in Forschung und Medien gehabt hatten, fasste Mischel seine Ergebnisse 2014 (deutsch 2015) in einem allgemeinverständlichen Buch zusammen.
Die Korrelation von Belohnungsaufschub und Erfolg im späteren Leben wurde danach in mehreren anderen Längsschnittstudien bestätigt.
Eine Rezension in der FAZ betonte 2014 die vielen anschaulichen Beispiele für die Umsetzung im Alltag und das Fazit, „wichtige Entscheidungen nicht in Stress- oder Ausnahmesituationen zu treffen, sondern seine Optionen in ruhiger Umgebung nüchtern abzuwägen.“
Eine Replikationsstudie aus 2018 mit einem ähnlichen Aufbau, aber von ihrem Bildungshintergrund deutlich diverseren Stichprobe aus 900 Kindern, fand ebenfalls einen Zusammenhang zwischen Belohnungsaufschub mit viereinhalb Jahren und der kognitiven Leistung im Alter von 15 Jahren. Dieser war allerdings nur halb so groß wie in der ursprünglichen Studien, und zwei Drittel des Zusammenhangs ließ sich durch den familiären Bildungshintergrund der Kinder erklären. Vorhersagefähig war vor allem, ob die Kinder ursprünglich mindestens 20 Sekunden gewartet hatten. Die Befunde wurden als Bestätigung des Marshmallow-Effekts auch in repräsentativeren Stichproben diskutiert.
In einer Studie von 2022 verglichen die Psychologin Yuko Munakata und Koautoren an der University of Colorado in Boulder die Reaktionen von japanischen und amerikanischen Kindern. Es zeigte sich, dass japanische Jungen und Mädchen das Warten beim Marshmallow-Test sehr viel länger aushielten als ihre amerikanischen Altersgenossen. Munakata erklärt das Ergebnis damit, dass japanische Kinder es gewohnt sind, mit dem Beginn des Essens zu warten, bis alle am Tisch Platz genommen haben. Schlechter schnitten die japanischen Kinder jedoch beim Empfang von Geschenken ab. In Japan dürfen Kinder ein Geschenk sofort auspacken, wenn sie es erhalten haben. In Amerika ist es dagegen üblich zu warten, bis alle Kinder ihre Geschenke bekommen haben.

### Marshmallow-Test mit Tieren
Der Marshmallow-Test wurde später auch an verschiedene Tierarten angepasst und mit diesen wiederholt, mit immer größerem phylogenetischen Abstand zum Menschen. Positive Ergebnisse gab es insbesondere bei:
- Schimpansen (als nicht-menschliche Hominiden, d. h. Menschenaffen)
- Kapuzineraffen (als nicht-hominide Primaten)
- Haushunden: Canis lupus familiaris (als Nichtprimaten)
- einige Vögel: Krähen (als Nichtsäugetiere)
- Papageien: Afrikanische Graupapageien, Soldatenaras, Blaukopfaras und Blaukehlaras.[17]
- einige Tintenfische: Gewöhnlicher Tintenfisch Sepia officinalis (als Nichtwirbeltiere)

Auch bei den Tintenfischen zeigte sich, dass das Testergebnis mit besseren kognitiven Leistungen korrelierte.

## Neurobiologische Grundlagen
Die Fähigkeit zum Belohnungsaufschub wurde beim Menschen durch Vergleich von Ausfällen nach Gehirnverletzungen (z. B. Schlaganfall) und durch bildgebende Verfahren bei Gesunden untersucht. Beteiligt ist demnach ein Netzwerk verschiedener Gehirnregionen, bei dem jedoch der mediale orbitofrontale Cortex (mOFC) eine zentrale Rolle spielt. Schäden in diesem Bereich führen zu einer höheren Wahrscheinlichkeit, dass eine sofortige, kleine Belohnung gewählt wird. Es wird vermutet, dass dieser Gehirnbereich an der Folgenabschätzung oder zukunftsbezogenem Vorstellungsvermögen beteiligt ist.

## Verwandte Begriffe
Belohnungsaufschub wird teilweise synonym zu verwandten Begriffen wie Impulskontrolle, Selbstdisziplin und Selbstkontrolle verwendet. Alle diese Begriffe beschreiben dabei unter anderem die Fähigkeit, auf eine kleinere, unmittelbare Belohnung zu Gunsten einer größeren Belohnung in der Zukunft zu verzichten.